# Jaskinia w Gańczorce
Jaskinia w Gańczorce (też: Grota w Gańczorce) – niewielka jaskinia w polskich Karpatach, w południowej części Beskidu Śląskiego.
Znajduje się wysoko, pod samym szczytem Gańczorki. Otwór łatwo dostępny, usytuowany jest na północny zachód od szczytu. Znajduje się w czwartej (licząc od wschodu) wychodni skalnej usytuowanej w północno-zachodnim zboczu Gańczorki.
Jaskinię stanowi jeden prosty korytarz, za którym znajduje się mała salka. Z jej północno-zachodniego krańca odchodzi na północ ciasny korytarzyk, wznoszący się nieco przez mały próg. Jaskinia rozwinięta jest w dużej soczewce gruboławicowych, gruboziarnistych piaskowców ciężkowickich, budujących wierzchołek Gańczorki. Jaskinia jest sucha, oświetlona w partiach wstępnych. Powstała zapewne w wyniku erozji wodnej.